# Sagitario (constelación)
Sagitario, «el arquero» (Sagittarius en latín), es una constelación del zodíaco, generalmente representada como un centauro sosteniendo un arco. Sagittarius se encuentra entre Scorpius al oeste y Capricornus al este.
Las estrellas más brillantes forman un asterismo fácilmente reconocible, «la Tetera», cuya asa está formada por las estrellas ζ Sagittarii, τ Sagittarii, σ Sagittarii y φ Sagittarii, la tapadera por φ Sagittarii, λ Sagittarii y δ Sagittarii, el cuerpo de la Tetera lo forman ζ Sagittarii, φ Sagittarii, δ Sagittarii y ε Sagittarii, siendo el «pitorro» las estrellas δ Sagittarii, ε Sagittarii —la estrella más brillante de la constelación— y γ Sagittarii.

## Características destacables

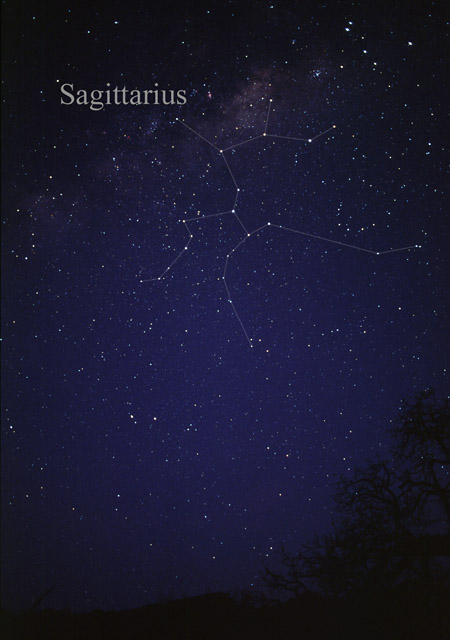
Constelación Sagitario AlltheSky.com
Orientación en la imagen tomando como referencia latitud norte:
Arriba: Este.
Abajo: Oeste.
Izquierda: Norte.
Derecha: Sur

El astro más brillante de Sagitario es Kaus Australis (ε Sagittarii), una gigante blanco-azulada de tipo espectral B9.5III y 9960 K de temperatura distante 143 años luz.
Forma un sistema binario con una estrella de la secuencia principal ligeramente menos masiva que el Sol.
Le sigue en brillo Nunki, nombre de origen babilonio que designa a σ Sagittarii. Es una caliente (18 890 K) estrella blanco-azulada de tipo B2V con una masa casi ocho veces mayor que la del Sol. Su distancia respecto al Tierra —a partir de la paralaje medida con la sonda espacial Gaia— es de 227 años luz.
La tercera estrella más brillante es ζ Sagittarii, conocida como Askella o Ascella, una binaria formada por dos estrellas blancas de la secuencia principal cuya separación varía entre 10,6 y 16,1 ua debido a la excentricidad de la órbita (ε = 0,211).
La cuarta y quinta estrellas en cuanto a brillo son dos gigantes naranjas pero de parámetros muy diferentes. Mientras que Kaus Media (δ Sagittarii) está a 346 años luz de la Tierra y es unas 1400 veces más luminosa que el Sol, Kaus Borealis (λ Sagittarii) es una gigante de tipo K1IIIb semejante a Pólux (β Geminorum)  23 veces menos luminosa que Kaus Media.
γ2 Sagittarii, llamada Alnasl o Nash, es también una gigante naranja de tipo K0III semejante a Kaus Borealis que tiene un radio 12 veces más grande que el radio solar.
Más fría que estas, η Sagittarii es una gigante roja de tipo M2III con una temperatura efectiva de solo 3600 K.
Otro astro interesante en Sagitario es Polis, término copto con el que se designa a μ Sagittarii, una distante supergigante blanco-azulada, de tipo B8Iap, que se encuentra al menos a 3000 años luz. Es una binaria eclipsante: cada 180,55 días su brillo disminuye 0,08 magnitudes cuando una acompañante más tenue pasa por delante de ella. Además, otras cuatro estrellas parecen tener un débil vínculo físico con la binaria, si bien el conjunto no puede considerarse un verdadero sistema estelar.
Otra estrella con nombre propio es Albaldah (π Sagittarii), una gigante luminosa blanco-amarilla de tipo espectral F2II con una edad estimada de 67 millones de años.
Rukbat —nombre oficial de α Sagittarii— es una estrella de la secuencia principal de tipo B8V y 12 400 K de temperatura efectiva.
Por otra parte, υ Sagittarii es una binaria prototipo de las estrellas muy deficientes en hidrógeno («estrellas HdB»). De difícil clasificación, se piensa que lo que se observa es la componente visible del sistema, una supergigante de tipo espectral A, que tiene una compañera invisible detectada solo en la región ultravioleta. Además, el sistema parece estar rodeado por una envoltura o disco, lo que da lugar a la incertidumbre en cuanto al tipo espectral y provoca la variación de este con el tiempo.
φ Sagittarii es una gigante de tipo B8III y 3,4 masas solares con una temperatura de 12 487 K.
Otra estrella de la constelación, 9 Sagittarii, es una de las más calientes observables a simple vista: es una binaria cuya componente principal, de tipo O3.5V, tiene una temperatura superficial que alcanza los 43 850 K.

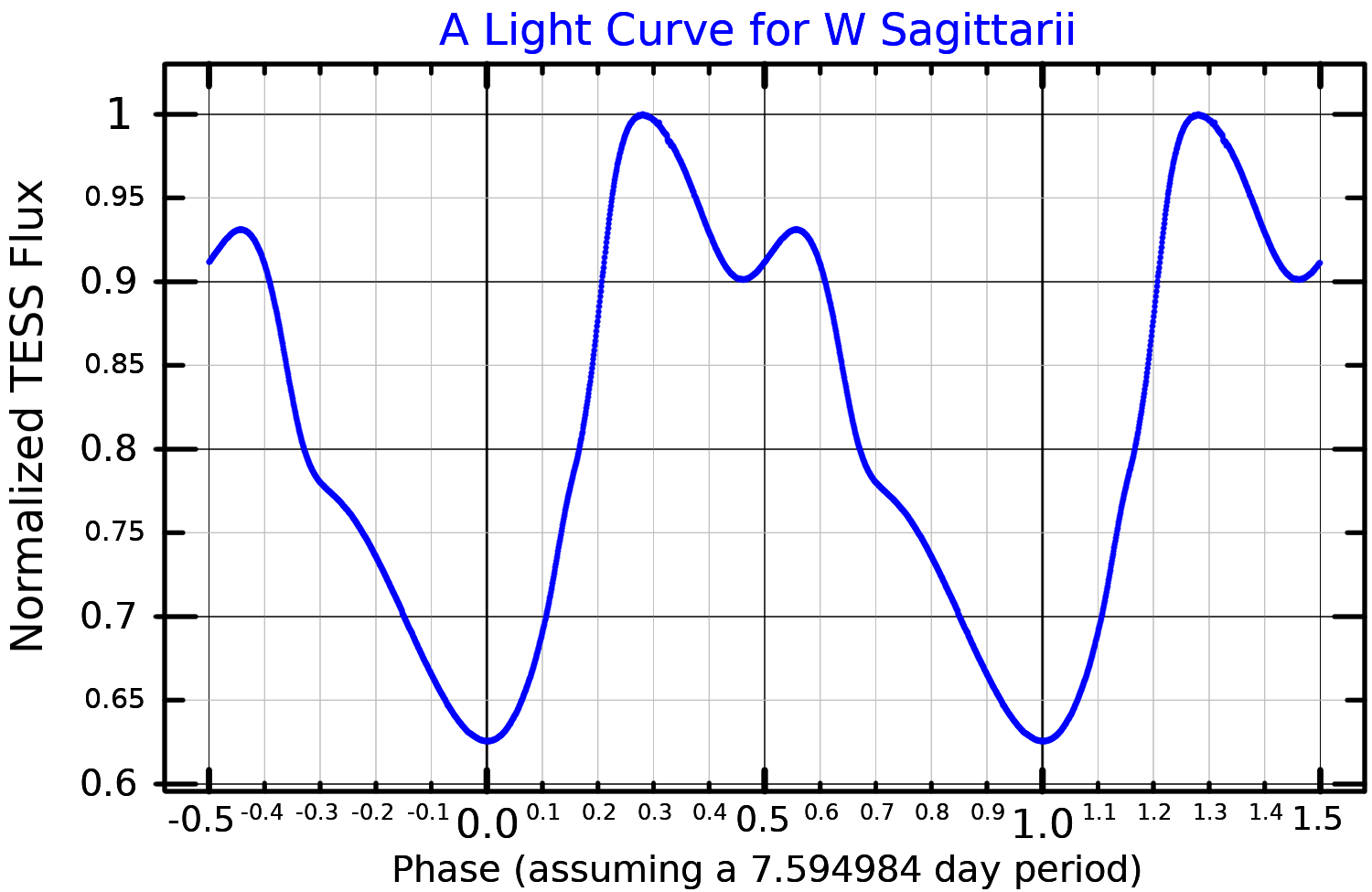
Curva de luz de W Sagittarii a partir de datos de TESS

En Sagitario se encuentran dos cefeidas visibles a simple vista, X Sagittarii y W Sagittarii, formando parte esta última de un sistema estelar triple. Estas dos cefeidas tienen magnitud aparente máxima +4,20 y +4,29 respectivamente.
RY Sagittarii es una variable R Coronae Borealis distante unos 5000 años luz: su brillo fluctúa entre magnitud 6 y 14, si bien existe evidencia de una variación secundaria similar al de las cefeidas durante el máximo brillo con una amplitud de aproximadamente media magnitud.
V3903 Sagittarii es una binaria eclipsante masiva compuesta por dos estrellas calientes de tipo O7V y O9V con una temperatura efectiva de 38 000 y 31 400 K respectivamente; emplean solo 1,7442 días en completar una órbita alrededor del centro de masas común.
V505 Sagittarii es otro sistema estelar que contiene una binaria eclipsante compuesta por una estrella A2V —la componente principal— y una subgigante de tipo G5IV cuyo período orbital es de 1,1827 días.
Otra variable de interés es KW Sagittarii, una de la de las estrellas conocidas de mayor tamaño, aproximadamente 1000 veces mayor que el del Sol.
Asimismo, la denominada Estrella Pistola (en inglés Pistol Star) se encuentra en esta constelación. Invisible a simple vista, es sin embargo una de las estrellas más luminosas de la galaxia. Con una masa en torno a 27,4 masas solares, la Estrella Pistola está catalogada como variable luminosa azul y tiene una luminosidad equivalente a 3,3 millones de soles.

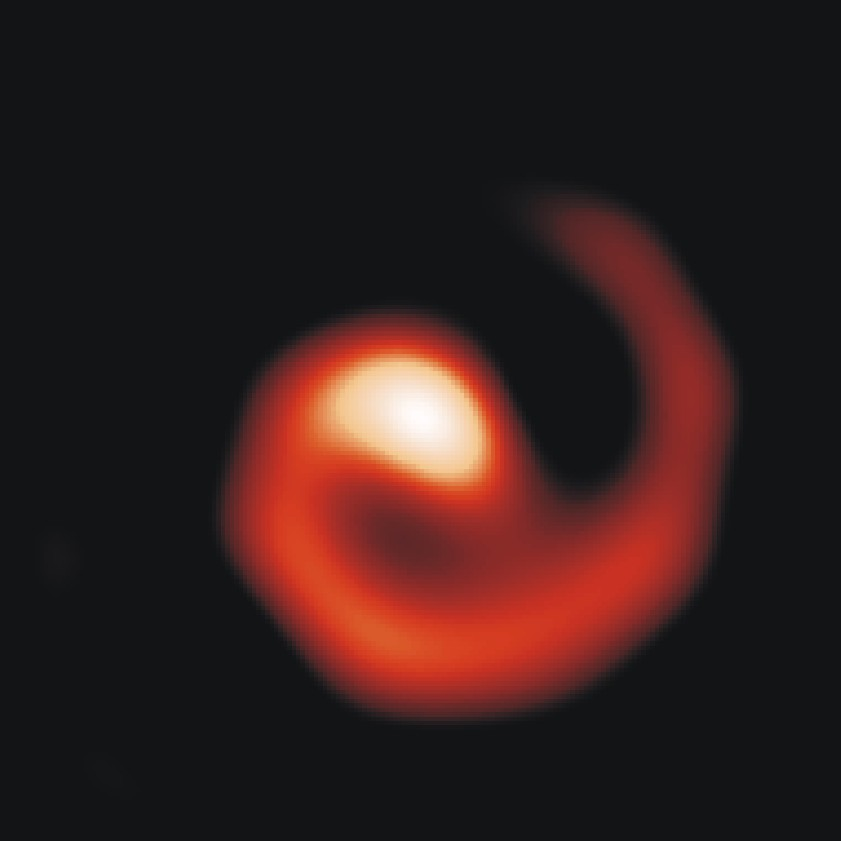
WR 104 (V5097 Sagittarii).

Otra estrella peculiar es la estrella de Wolf-Rayet WR 104, cuya característica más notable es que el polvo que fluye de ella forma una especie de «molinete» que gira junto con ella cada 220 días, por lo que también se la denomina Estrella Espiral. Se ha especulado que la explosión en forma de supernova de WR 104 —evento que tendrá lugar en cualquier momento en el próximo millón de años— pueda afectar a la Tierra si estuviera acompañada por un estallido de rayos gamma.
Más de veinte estrellas de esta constelación poseen planetas extrasolares. HD 179949 —denominada Gumala de acuerdo a la UAI— es una enana amarilla más caliente que nuestro Sol (6198 K) con una edad estimada de 1650 millones de años; tiene un planeta del tipo «júpiter caliente» que emplea poco más de 3 días en completar una órbita y en cuya atmósfera se ha detectado la presencia de monóxido de carbono y vapor de agua.
Muy semejante a esta estrella es HD 169830, de tipo F7V, que alberga un sistema planetario con dos planetas gigantes.
Igualmente, Sika (HD 181720) es una estrella de tipo G1V pobre en metales donde también se ha descubierto un planeta extrasolar.
En otro análogo solar de tipo G0V, HD 187085, también se ha detectado un planeta que emplea algo más de 1000 días en completar su órbita.
Ross 154 es la estrella más cercana de la constelación y la octava más próxima al sistema solar (a 9,68 años luz). Es una enana roja de tipo espectral M3.5Ve y una estrella fulgurante; el observatorio Chandra constató una fuerte llamarada que incrementó el flujo de rayos X provenientes de la estrella en un factor de más de 100.
Al oeste de γ Sagittarii se encuentra el centro galáctico de la Vía Láctea. S2 es el nombre de la estrella más cercana al agujero negro supermasivo que parece existir en el centro de nuestra galaxia, siendo una de las más brillantes del llamado cúmulo estelar-S, compuesto por las estrellas más próximas a la radiofuente Sagitario A*.

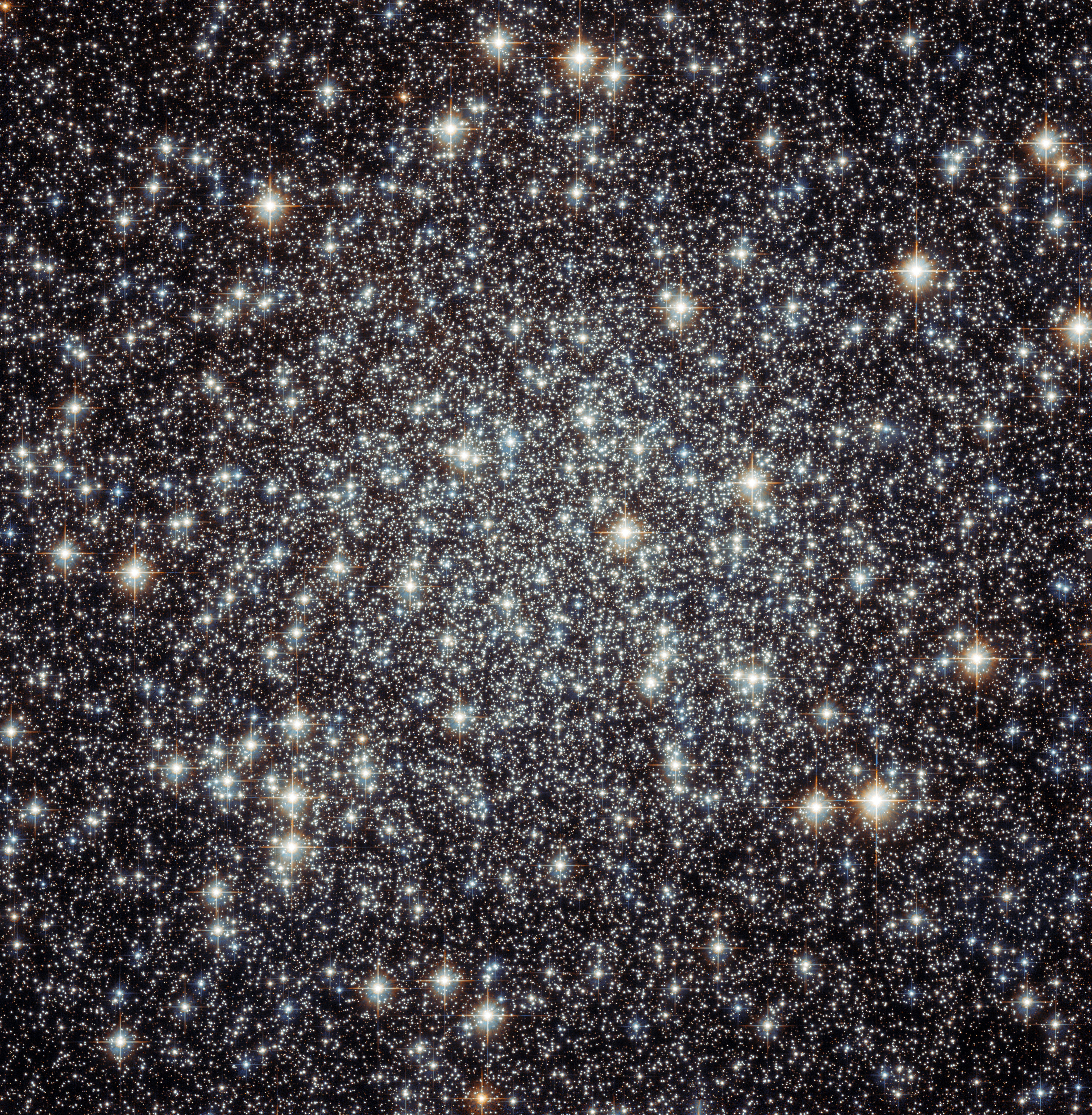
Región central del cúmulo M22. (Imagen del telescopio espacial Hubble)

Sagitario es una constelación muy frecuentada por los aficionados a la astronomía, ya que en ella se encuentran gran cantidad de objetos de cielo profundo.
M21 es un cúmulo abierto joven, con una edad de 11 millones de años.
M23 es otro cúmulo abierto, distante 2050 años luz, cuya edad es de 330 millones de años aproximadamente y que cuenta con hasta 870 posibles miembros.
Mucho más distante —a unos 2200 años luz—, M25 es otro cúmulo abierto, con una edad de 60 millones de años. 
Entre los cúmulos globulares sobresale M22, uno de los más cercanos a la Tierra, situado a 10 400 años luz cerca del bulbo galáctico. Se han descubierto en este cúmulo dos agujeros negros de entre 10 y 20 masas solares.
M54, por el contrario, es un cúmulo muy lejano, ya que se encuentra a 87 000 años luz. Actualmente se piensa que pertenece a la galaxia Enana Elíptica de Sagitario (SagDEG) y no a la Vía Láctea.
El cúmulo M55 contiene unas 100 000 estrellas y se encuentra a 17 600 años luz del sistema solar; su masa es aproximadamente 269 000 veces la del Sol.
M69 y M70 son otros dos cúmulos globulares en Sagitario: el primero se encuentra a 28 700 años luz y el segundo, que consta de dos poblaciones estelares distintas, a 29 300 años luz.
El cúmulo Arches, en esta constelación, es el cúmulo más denso que se conoce en la Vía Láctea, con una densidad estelar extrema. Se ha identificado una población homogénea de masivas estrellas de Wolf-Rayet de tipo WN y de supergigantes de tipo O-medio; una binaria de este cúmulo, conocida como F2, está formada por dos estrellas de 80 y 60 masas solares respectivamente.
Entre las nebulosas, destacan la nebulosa Trífida (M20) y la nebulosa Omega (M17).
La primera es una región HII descubierta por Guillaume Le Gentil en el año 1750. Su nombre significa «dividida en tres lóbulos», ya que su característica sobresaliente son sus tres brillantes lóbulos separados por oscuras líneas de polvo. Se encuentra a 5500 años luz de la Tierra. 
Por su parte, la nebulosa Omega tiene un diámetro aproximado de 15 años luz y está asociada a una nube molecular de unos 40 años luz de diámetro y una masa de 30 000 masas solares. Es considerada la región HII más brillante y masiva de nuestra galaxia.
Otro objeto de interés es la nebulosa de la Laguna (M8), descubierta por Giovanni Hodierna antes de 1654; es una nube interestelar gigante catalogada como nebulosa de emisión y región HII.
Por su parte, NGC 6537, conocida como la nebulosa de la Araña Roja por su morfología, es una nebulosa planetaria cuya estrella central tiene una temperatura entre 150 000 y 250 000 K.

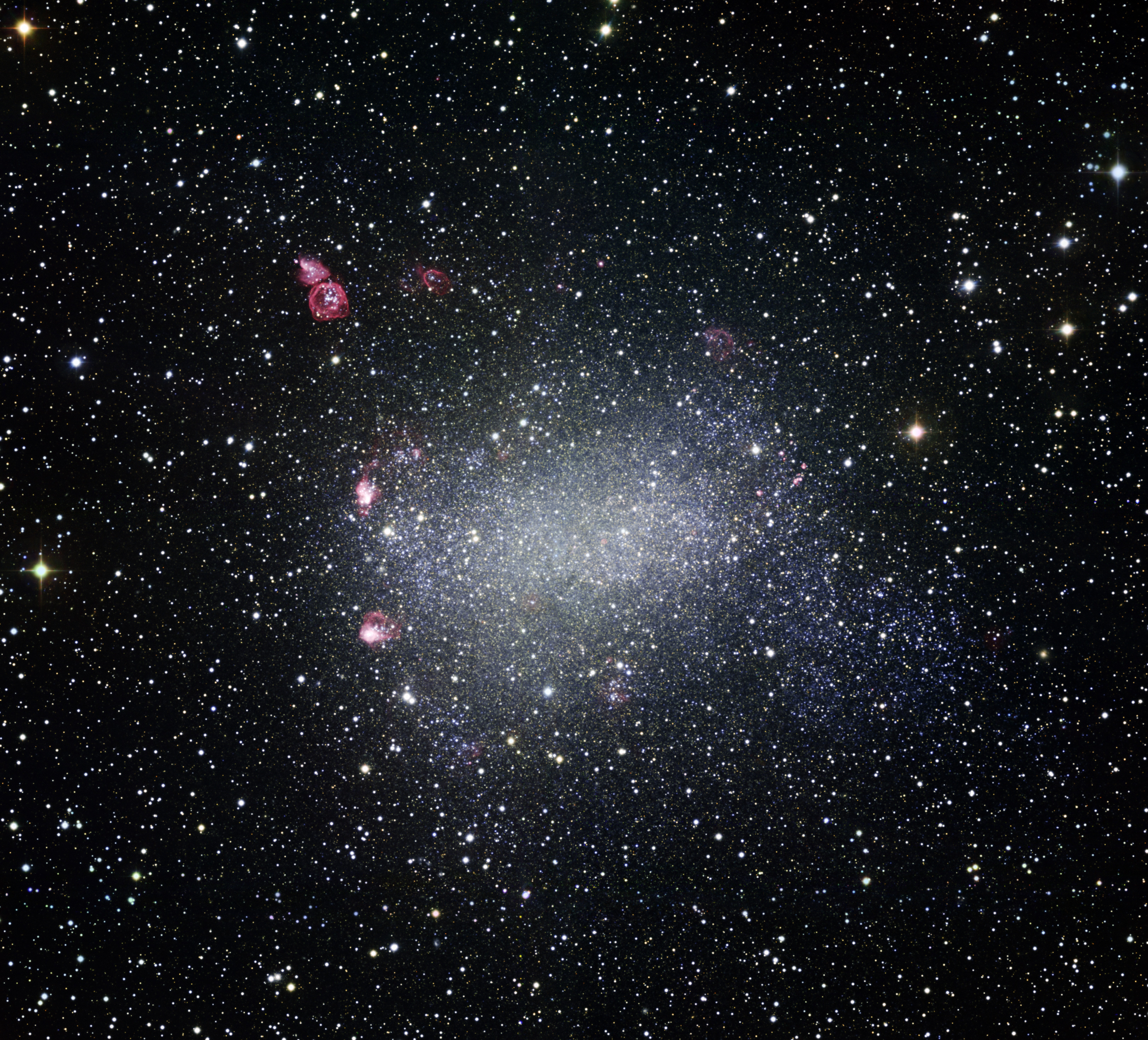
Galaxia de Barnard, galaxia enana irregular del Grupo Local. (Imagen obtenida con el WFI del ESO)

Sagitario contiene tres galaxias pertenecientes al Grupo Local. La primera de ellas, la galaxia enana elíptica de Sagitario (SagDEG), es una pequeña galaxia satélite de la Vía Láctea con, al menos, cuatro cúmulos globulares conocidos (el ya citado M54, Terzan 7, Terzan 8 y Arp 2). Tiene múltiples poblaciones estelares, que van desde los cúmulos globulares más antiguos —casi tan antiguos como el propio universo— hasta poblaciones con una edad de varios cientos de millones de años.
La segunda es la Galaxia de Barnard (NGC 6822), considerada como prototipo de las primitivas galaxias que habitaron el universo joven. Se encuentra a 1,5 millones de años luz y tiene alrededor de 7000 años luz de diámetro.
Con formación estelar activa en todo su disco, NGC 6822 alberga algunas de las regiones HII más brillantes del universo local. Presenta un contenido metálico bajo ([Fe/H] ≈ -1,2).
Por último, la galaxia enana irregular de Sagitario (SagDIG) es el miembro del Grupo Local más alejado del baricentro del mismo y, de hecho, está muy cerca del borde de la superficie de velocidad relativa nula de nuestro grupo de galaxias.
La mayor parte de su población estelar tiene una antigúedad de más de 10 000 millones de años de edad, aunque la formación estelar se ha prolongado en el tiempo hasta hace 1000 millones de años. Tiene una metalicidad notablemente baja, aproximadamente una centésima parte de la del Sol ([Fe/H] = -2,0).

## Estrellas principales

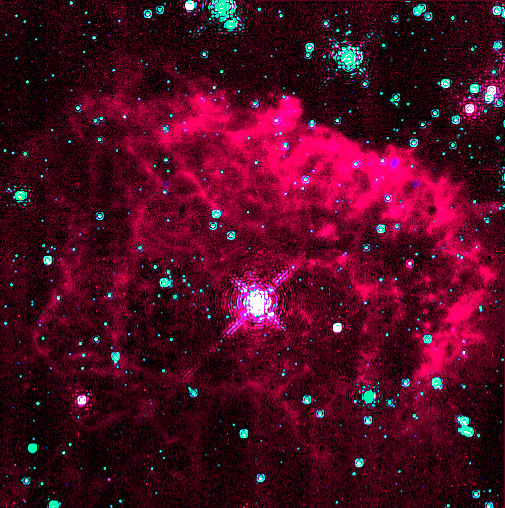
Imagen en falso color de la Estrella Pistola y la nebulosa circundante.

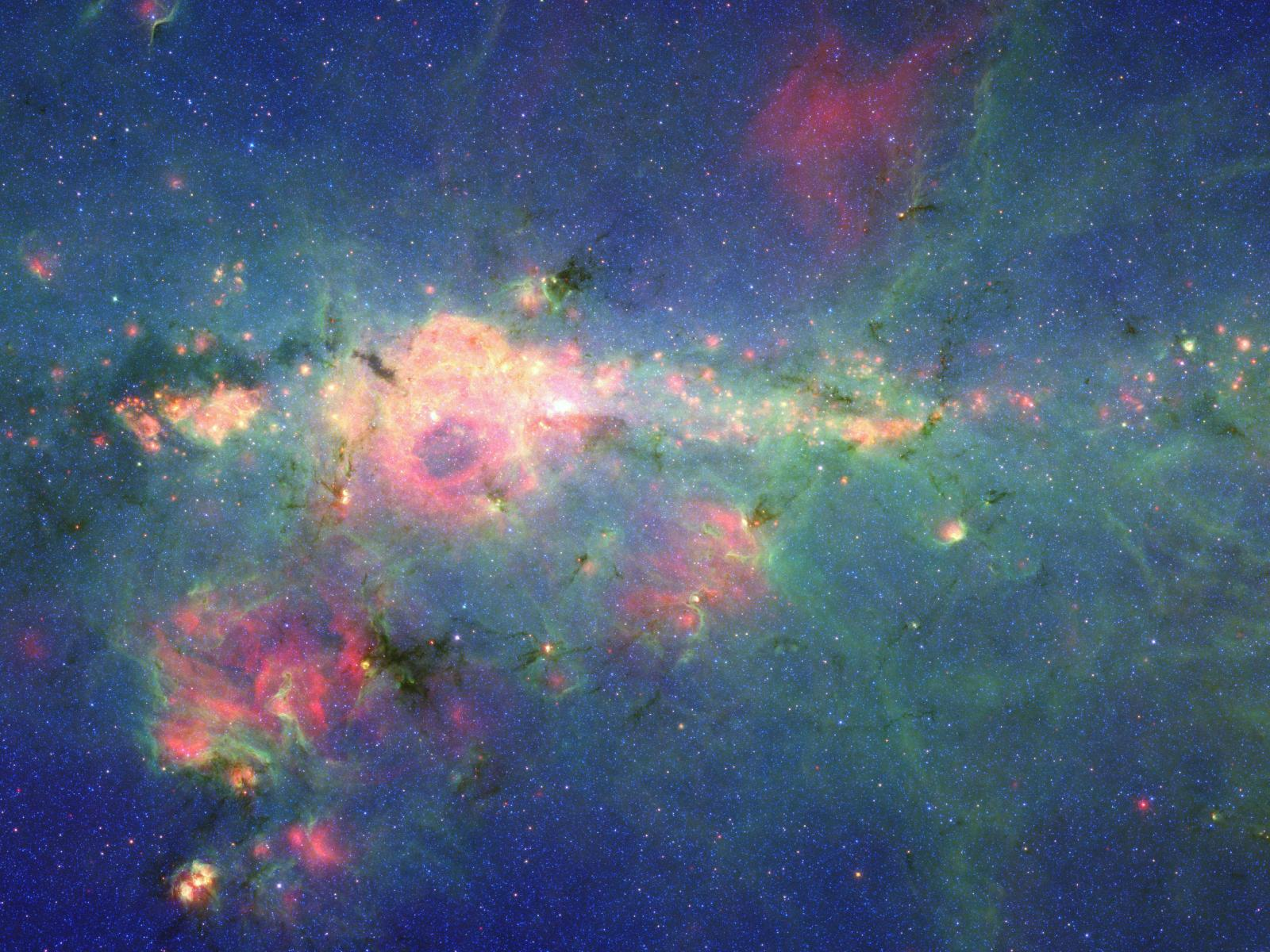
Estrella de la Nebulosa Peonía. Imagen del telescopio espacial Spitzer.

- α Sagittarii (Rukbat), con magnitud aparente 3,97, es superada en brillo por numerosas estrellas de la constelación a pesar de tener la denominación de Bayer Alfa.
- β Sagittarii (Arkab), en realidad dos estrellas distintas: β¹ (Arkab Prior) es una estrella binaria blanco-azulada; β² (Arkab Posterior) es una estrella blanco-amarilla de magnitud 4,28.
- γ Sagittarii, también dos estrellas: γ¹ es una variable cefeida llamada W Sagittarii con un período de 7,59 días; γ² recibe el nombre de Nash o Alnasl.
- δ Sagittarii (Kaus Medius, Kaus Media o Kaus Meridionalis), estrella gigante de color naranja y magnitud 2,72, la cuarta en brillo dentro de Sagitario.
- ε Sagittarii (Kaus Australis), la más brillante de la constelación con magnitud 1,85, una estrella gigante blanco-azulada a 145 años luz.
- ζ Sagittarii (Askella o Ascella), la tercera más brillante de la constelación con magnitud 2,63, es una estrella binaria con ambas estrellas blancas.
- η Sagittarii, gigante roja de magnitud 3,11 con una tenue compañera a 3,6 segundos de arco.
- ι Sagittarii, gigante naranja de magnitud 4,13.
- λ Sagittarii (Kaus Borealis), gigante naranja de magnitud 2,81 a 77 años luz de distancia.
- μ Sagittarii (Polis), supergigante blanco-azulada y binaria eclipsante distante unos 3600 años luz.
- ο Sagittarii, gigante naranja de magnitud 3,77.
- π Sagittarii (Albaldah), sistema estelar triple a 440 años luz.
- ρ1 Sagittarii, variable Delta Scuti de magnitud 3,93.
- σ Sagittarii (Nunki), con magnitud 2,02, es la segunda estrella más brillante a pesar de tener la denominación de Bayer Sigma. Su nombre es de origen babilonio.
- τ Sagittarii, gigante naranja de magnitud 3,32.
- υ Sagittarii, estrella binaria de magnitud 4,58; es prototipo de las estrellas muy deficientes en hidrógeno («estrellas HdB»).
- φ Sagittarii, estrella blanco-azulada de magnitud 3,27.
- Terebellum, asterismo constituido por cuatro estrellas visualmente muy próximas; ω Sagittarii y 62 Sagittarii forman parte de él.
- 9 Sagittarii, estrella caliente de tipo espectral O de magnitud 5,93.
- U Sagittarii, X Sagittarii, Y Sagittarii y V350 Sagittarii, las cuatro variables cefeidas; la segunda de ellas es la más brillante, con un brillo que oscila entre magnitud 4,24 y 4,84 a lo largo de un período de 7,013 días.
- RS Sagittarii, binaria eclipsante de magnitud 6,03.
- RY Sagittarii, estrella variable R Coronae Borealis, la segunda más brillante de su clase.
- KW Sagittarii, aunque de magnitud visual 9,35, es una supergigante con un tamaño de 1460 veces el radio solar, una de las mayores estrellas conocidas.
- VX Sagittarii, otra supergigante roja también entre las estrellas más grandes conocidas.
- Estrella Pistola (V4647 Sagittarii), una estrella hipergigante 2 millones de veces más luminosa que el Sol, situada cerca del centro de la Vía Láctea.
- V505 Sagittarii, complejo sistema estelar dominado por una binaria eclipsante.
- V3903 Sagittarii, estrella binaria masiva compuesta por dos estrellas calientes de tipo O.
- V3961 Sagittarii, variable Alfa2 Canum Venaticorum con un período excepcionalmente largo de 2300 días.

Órbitas de S2 y otras estrellas del cúmulo-S en torno a Sagitario A*.

- WR 104 (V5097 Sagittarii), estrella de Wolf-Rayet en la que se ha observado una espiral de gas y polvo.
- HD 164270 (V4072 Sagittarii), estrella de Wolf-Rayet con una luminosidad casi 80.000 veces superior a la del Sol.
- HD 165185, enana amarilla de magnitud 5,95.
- HD 169830, enana amarilla rica en metales que alberga dos planetas extrasolares.
- HD 170657, enana naranja de magnitud 6,82.
- HD 172051, enana amarilla análoga al Sol; es un objetivo prioritario en la búsqueda de planetas terrestres que puedan albergar vida.
- HD 179949, estrella amarilla algo mayor que el Sol con un planeta extrasolar.
- Ross 154 (V1216 Sagittarii), pequeña enana roja distante 9,68 años luz del sistema solar.
- Gliese 783 (J. Herschel 5173) y Gliese 784; sistemas estelares a 19,7 y 20,2 años luz respectivamente.
- OGLE BW3 V38, binaria cuya órbita es una de las más pequeñas que se conocen.
- SWEEPS J175902.00−291323.7, distante enana roja con un planeta cuyo período orbital es de solo 10 horas.
- Objeto de Sakurai (V4334 Sagittarii), estrella central de una tenue nebulosa planetaria.
- LBV 1806-20, aunque visualmente solo tiene magnitud 35, es considerada la estrella más luminosa de la Vía Láctea.
- WR 102ka o Estrella de la Nebulosa Peonía, una de las estrellas más luminosas de nuestra galaxia; es prácticamente invisible al estar rodeada de polvo.
- S2, nombre de la estrella que se encuentra más próxima al agujero negro supermasivo del centro galáctico.

## Objetos de cielo profundo

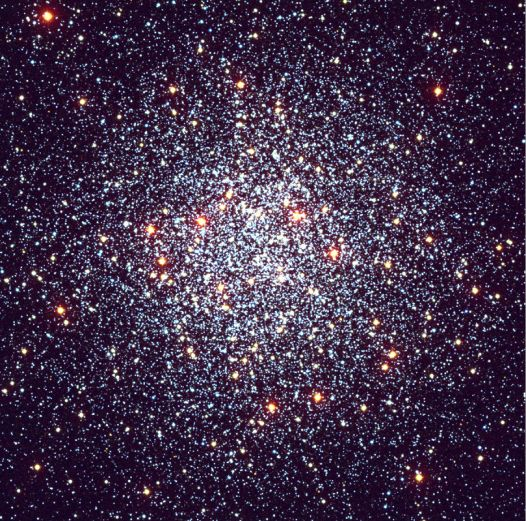
Cúmulo globular M55, distante 17 600 años luz del sistema solar.

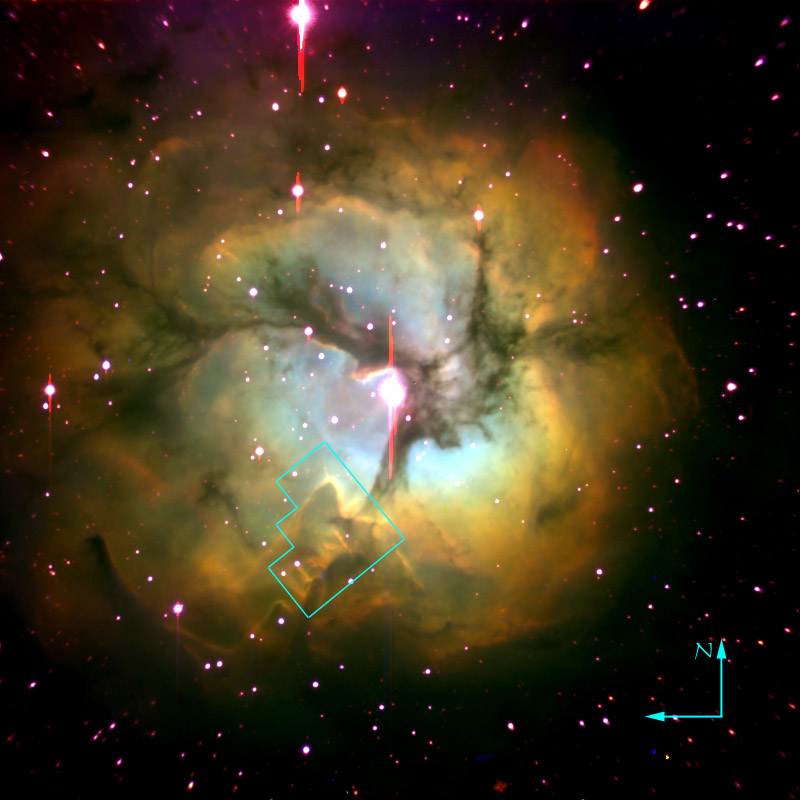
Nebulosa Trífida de Sagitario.

Vista desde la Tierra, la Vía Láctea presenta su parte más densa a través de Sagitario, que es donde está el centro de la galaxia. Por ello se encuentran muchos cúmulos y nebulosas.
- Cúmulo abierto M18, de aspecto pobre y disperso. Tiene una edad estimada de 32 millones de años.
- El gran cúmulo de Sagitario (M22), de magnitud 5,1, un objeto fácil de ver con prismáticos. A 10 000 años luz es uno de los más cercanos.
- M23, cúmulo abierto próximo al sistema solar; se encuentra a 2 150 años luz.
- Cúmulo globular M55, formado por unas 100 000 estrellas.
- La Nube Estelar de Sagitario (M24).
- Nebulosa de la Laguna (M8), rodeando al cúmulo de estrellas NGC 6530. En una noche oscura puede verse a simple vista al norte de la parte más fértil de la Vía Láctea.
- Nebulosa Trífida (M20), con las tres fajas de nubes oscuras que la dividen.
- Nebulosa Omega (M17), también llamada del Cisne o del calzador, puede verse claramente con ayuda exclusiva de prismáticos.
- Nebulosa de la Araña Roja (NGC 6537), nebulosa planetaria que alberga una de las estrellas más calientes que se conocen.
- NGC 6818 y NGC 6578, nebulosas planetarias; la primera de ellas se encuentra a unos 6 000 años luz de distancia.
- Restos de supernova G1.9+0.3, SNR G000.9+00.1, G8.7-0.1, SNR G007.7-03.7, SNR G011.2−00.3, SNR G359.1-00.5 y W28; el primero de ellos es el remanente de la última supernova conocida de nuestra galaxia, y SNR G007.7-03.7 puede ser el resto de SN 386.
- Cúmulo globular M69 y el cercano M70, ambos situados cerca del centro galáctico.
- Cúmulo globular M75, de magnitud 9,18 que se encuentra a 67 500 años luz de distancia.
- Cúmulo globular M54, que no forma parte de la Vía Láctea y fue el primer cúmulo extragaláctico descubierto. Es uno de los más densos cúmulos globulares.
- Menos prominentes, pero también destacables, los cúmulos globulares NGC 6624, NGC 6638, NGC 6642, NGC 6652 y NGC 6723.
- La radiofuente Sagitario A, en donde se halla Sagitario A*, que se asocia con el agujero negro supermasivo del centro de la galaxia.
- Galaxia Enana Elíptica de Sagitario (SagDEG), pequeña galaxia satélite de la Vía Láctea que forma parte del Grupo Local.
- Galaxia de Barnard (NGC 6822), prototipo de galaxia primitiva. Distante 1,6 millones de años luz, tiene un gran número de regiones HII y nebulosas de emisión formadas principalmente por hidrógeno ionizado, así como un brazo azulado de estrellas jóvenes que se extiende hacia la zona superior derecha.
- Galaxia Enana Irregular de Sagitario (SagDIG), distante 3,4 millones de años luz de la Vía Láctea.
- Cúmulos Quíntuple y Arches, los cúmulos más densos y masivos de la Vía Láctea, que contienen las estrellas más masivas y luminosas conocidas.

## Mitología

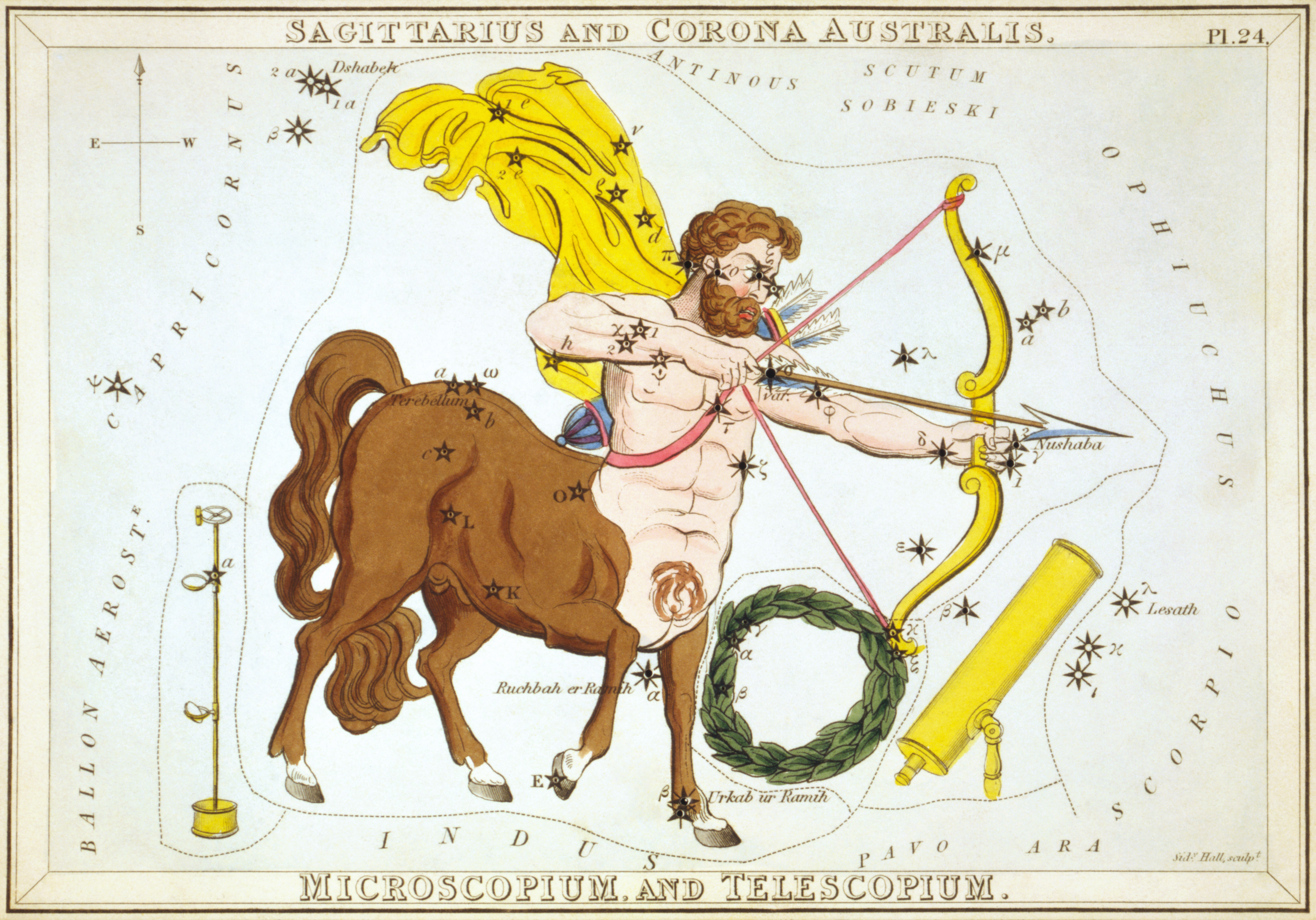
Sagitario en el Urania's Mirror, 1824

Los babilonios identificaron a Sagitario como el dios Nergal, una criatura parecida a un centauro que disparaba una flecha con un arco. Generalmente se le representa con alas, con dos cabezas, una de pantera y otra humana, así como un aguijón de escorpión elevado sobre la cola de caballo más convencional. El nombre sumerio PA.BIL.SAG (Pabilsag) se compone de dos elementos: Pabil, que significa "pariente paterno mayor" y Sag, que significa "jefe, cabeza". Por tanto, el nombre puede traducirse como "antepasado" o "antepasado principal". La figura recuerda a las representaciones modernas de Sagitario.
El catasterismo del Arquero, en la mitología griega, tiene variantes. Según Eratóstenes, la mayoría dicen que es un centauro, si bien otros afirman que no, porque no se ve que tenga cuatro extremidades inferiores, sino que se le ve de pie y disparando el arco; y ninguno de los centauros ha hecho uso de este. El centauro, aun siendo hombre, tiene patas de caballo y cola al igual que los sátiros, motivo por el cual le parecía a la gente poco creíble que el Arquero sea un centauro, sino más bien Croto, el hijo de Eufeme, la nodriza de las Musas: se dice que habitaba y moraba en el Helicón. Cuando este inventó el tiro con arco, las Musas hicieron que obtuviese su sustento a partir de los animales salvajes, tal y como afirma Sosíteo: que, juntándose con las Musas y oyéndolas, las alababa con gestos, dando un aplauso, y así quedaba marcado por medio de un solo gesto lo que la voz no llegaba a precisar. A partir de aquí, viendo a éste, los demás hombres hacían también lo mismo. Y por ello las Musas, en atención al honor que habían obtenido gracias a su iniciativa, reclamaron a Zeus que lo encumbrase en razón de su piedad. De esta manera se lo colocó entre los astros por el uso que dio a sus manos, y a sus rasgos característicos se añadió el tiro con arco. Entre los hombres permaneció lo que aquél hizo. Hay también un Barco como testimonio de ello, de que será referencia segura no sólo para los que se hallan en tierra firme sino también para los que andan en alta mar. Por todo ello, los que dicen por escrito que es un centauro yerran por completo. Otros añaden que Croto, como deseaba desplegar todas sus habilidades en un solo cuerpo, Júpiter le añadió un caballo en el flanco porque montaba mucho. También añadió flechas, ya que éstas mostrarían tanto su agudeza y su rapidez, y le dio una cola de sátiro porque las Musas no sentían menos placer con Croto que Liber con los sátiros. Ante sus pies hay algunas estrellas dispuestas en círculo, de las que algunos dicen que son una corona, lanzada como por alguien que juega.
Otros mitos vinculan a Sagitario con Quirón. Se dice que Quirón, el mejor de los arqueros, maestro de Aquiles, el que resucitó a Esculapio, fue llevado al cielo por haber disparado al escorpión. Se convirtió en el signo llamado Sagitario. Se dice que el sol está en Sagitario porque, al igual que las flechas son lanzadas flechas de un arco, también cuando el sol atraviesa este signo, la nieve del cielo.
La flecha de esta constelación apunta hacia la estrella Antares, el "corazón del escorpión", y Sagitario está preparado para atacar si Escorpio alguna vez ataca al cercano Hércules, o para vengar el asesinato de Orión por parte de Escorpio.

## Señal del exterior
Sagitario parece ser la única fuente de una posible señal extraterrestre antes detectada. El incidente ocurrió el 15 de agosto de 1977 cuando los radiotelescopios de la Universidad Estatal de Ohio recibieron una señal 30 veces superior a la radiación de fondo normalmente detectada. El profesor Jerry R. Ehman, asombrado con tal señal, escribió WOW! al lado del papel ya que era el primer mensaje captado del espacio por vida inteligente. Aunque solo ha sido el único mensaje enviado desde el espacio sin haber sido nosotros, nunca más se ha vuelto a utilizar esa palabra, actualmente conocida como Señal Wow!.